# Liste der Naturdenkmale in Limbach (Baden)
| Naturdenkmale | Anzahl |
| ------------- | ------ |
| FND           | 2      |
| END           | 11     |
| Gesamt        | 13     |

Die Liste der Naturdenkmale in Limbach nennt die verordneten Naturdenkmale (ND) der im baden-württembergischen Neckar-Odenwald-Kreis liegenden Gemeinde Limbach. In Limbach gibt es insgesamt dreizehn als Naturdenkmal geschützte Objekte, davon zwei flächenhafte Naturdenkmale (FND) und elf Einzelgebilde-Naturdenkmale (END).
Stand: 1. November 2016.

## Flächenhafte Naturdenkmale (FND)
| Name                     | Bild | Kennung     | Einzelheiten | Position | Fläche Hektar | Datum         |
| ------------------------ | ---- | ----------- | ------------ | -------- | ------------- | ------------- |
| Eicholzheimer See        | BW   | 82250521201 | Limbach      | ⊙        | 1,7           | 15. Sep. 1989 |
| Kiefernmoor Eckertsrain  | BW   | 82250521202 | Limbach      | ⊙        | 2,2           | 15. Sep. 1989 |
| Legende für Naturdenkmal |      |             |              |          |               |               |

## Einzelgebilde (END)
| Name                     | Bild | Kennung     | Einzelheiten | Position | Fläche Hektar | Datum        |
| ------------------------ | ---- | ----------- | ------------ | -------- | ------------- | ------------ |
| Birnbaum                 |      | 82250521203 | Limbach      | ???      | 0,0           | 1. März 1984 |
| Birnbaum                 |      | 82250521204 | Limbach      | ???      | 0,0           | 1. März 1984 |
| Buche                    |      | 82250521202 | Limbach      | ???      | 0,0           | 1. März 1984 |
| Drei Eichen              |      | 82250521201 | Limbach      | ???      | 0,0           | 1. März 1984 |
| Eiche                    |      | 82250521205 | Limbach      | ???      | 0,0           | 1. März 1984 |
| Kastanie                 |      | 82250521210 | Limbach      | ???      | 0,0           | 1. März 1984 |
| Kastanie                 |      | 82250521211 | Limbach      | ???      | 0,0           | 1. März 1984 |
| Linde                    |      | 82250521208 | Limbach      | ???      | 0,0           | 1. März 1984 |
| Vier Kastanien           |      | 82250521207 | Limbach      | ???      | 0,0           | 1. März 1984 |
| Vier Linden              |      | 82250521206 | Limbach      | ???      | 0,0           | 1. März 1984 |
| Zwei Linden              |      | 82250521209 | Limbach      | ???      | 0,0           | 1. März 1984 |
| Legende für Naturdenkmal |      |             |              |          |               |              |